# Таблица наведения
Таблица наведения — в программируемых АТС таблица, по которой входящий вызовов перенаправляется на одну (или более) абонентскую линию. В самом простейшем виде состоит из списка номеров абонентских линий, на которые (в порядке перечисления) должен передаваться звонок. Передача на следующий номер осуществляется по истечении времени или по причине занятости абонентской линии. Более сложные варианты предусматривают возможность одновременной передачи вызова на несколько номеров, различное поведение в зависимости от времени суток, дня недели.

## См.также
- Таблица маршрутизации